# Franz Xaver Dressler
Franz Xaver Dressler (n. 1898, Ústí nad Labem, Boemia- d. 1981, Regensburg, Germania) a fost un compozitor, organist și dirijor din Transilvania.
A studiat muzica bisericească la Leipzig. Printre profesori i-a avut pe Max Reger și Karl Straube (orgă), la a cărui recomandare a candidat pentru posturile de cantor și organist al parohiei Sibiu, posturi pe care le-a primit și unde și-a început activitatea în 1922.
A înființat corul de băieți al Liceului Brukenthal în 1922, Corul Bach în 1931 și Orchestra Filarmonică din Sibiu în 1943.
Între 1955 și 1976 a predat la Institutul Teologic Protestant din Cluj.
I-a fost mentor lui Dieter Acker.
A emigrat în Republica Federală Germania în 1978.

## Distincții
- Ordinul Meritul Cultural clasa I (12 septembrie 1968) „pentru activitate îndelungată și merite deosebite în activitatea muzicală”[2]

## Compoziții
- Ein Jüngling liebt ein Mädchen
- Cantica humana (1964) (oratoriu pentru cvartet solo, cor și orchestră)
- Wie schön leuchtet der Morgenstern
- Jasminstrauch (voce și pian)
- Kontrapunktische Choralvorspiele: Nun preiset alle
- Kontrapunktische Choralvorspiele: Ringe recht
- Kontrapunktische Choralvorspiele: Wie schön leuchtet der Morgenstern
- Rapsodie pentru orchestră (1977)
- Vier Motetten für gemischten Chor a capella (pentru cor mixt)
- Wenn ich mit Menschen- und mit Engelszungen redete (pentru cor mixt)